# Devin McCourty
Devin McCourty (* 13. August 1987 in Nyack, New York) ist ein ehemaliger US-amerikanischer American-Football-Spieler auf der Position des Free Safetys. Er spielte ausschließlich für die New England Patriots in der National Football League (NFL). McCourty wurde von den Patriots in der ersten Runde des NFL Drafts 2010 ausgewählt. Im März 2023 beendete er seine Spielerkarriere.

## NFL
Nach einer vielversprechenden Karriere im College Football bei den Scarlet Knights der Rutgers University wurde McCourty beim NFL Draft 2010 von den New England Patriots an 27. Stelle gezogen. Als Cornerback spielte er eine sehr gute Debütsaison und wurde auf Anhieb in den Pro Bowl gewählt. In den folgenden Jahren stagnierten seine Leistungen allerdings, sodass ihn Head Coach Bill Belichick 2012 eher widerwillig auf der Position des Free Safety ausprobierte. In dieser Rolle fand er zu seiner alten Form zurück und etablierte sich als Abwehrchef der Patriots-Secondary. McCourty war Teil jener Teams, die 2014 den Super Bowl XLIX und 2016 den Super Bowl LI gewannen, und wurde im selben Jahr zum zweiten Mal in den Pro Bowl gewählt. 2018 konnte er ein drittes Mal mit den Patriots den Super Bowl gewinnen. Diesmal sogar mit seinem Zwillingsbruder Jason McCourty, der in der Saison zu den Patriots dazu gestoßen ist.

## Privatleben
McCourtys Zwillingsbruder Jason war ebenfalls professioneller Footballspieler.